# Печатна графика
Печатната графика е изображение – произведение на изкуството, създадено от художник върху основа, най-често хартия, с помощта на някоя от техниките за печатане.

## Техники на изработване
Отпечатъците (щампи) се създават върху основата с помощта на работна повърхност, известна технически като матрица. Най-често използваните матрици са: метални плочи, обикновено медни и цинкови за гравиране или офорт; камък, използван при литографията, блокове от дървесина за дърворезба и други материали.
Видове печат: литография, ситопечат, офорт, суха игла, акватинта, ксилография, мецотинто, линогравюра, гравиране върху картон.

## История в България
През Възраждането развитието на печатната графика в България е тясно свързана с книгопечатането. Още през XVII век голяма популярност добиват гравюрите с религиозни сюжети, познати като щампи. Поклонниците, пътували до Божи гроб в Йерусалим и до Света гора в Атон при завръщането си носят икони и щампи. Най-старите от тях са гравирани и отпечатвани във Венеция, Москва, Йерусалим, Виена и други центрове на книгопечатането. Към края на XVIII век замогнали се български търговци, живеещи в Русия и Румъния, поръчват щампи със сюжети от Рилския манастир, които се отпечатват във Виена. Много от първите славянски и български книги са украсени с печатна графика: например „Абагар“ на Филип Станиславов, 1651 г ., „Молитвеник“ на Яков Крайков, 1570 г. и др.
Първите български опити в печатарството също са с цел изработването на щампи. Към 1864 г. в Рилския манастир е създадена „щампарница“ от хаджи Калистрат Щампара, обучаван в Белград, който доставя от Виена специална голяма желязна преса, бои и хартия. Манастирската щампарница просъществува чак до 1922 г.